# Сан Франческо ал Кампо
Сан Франческо ал Кампо (итал. San Francesco al Campo) је насеље у Италији у округу Торино, региону Пијемонт.
Према процени из 2011. у насељу је живело 4363 становника. Насеље се налази на надморској висини од 327 м.

## Становништво
Према резултатима пописа становништва 2011. у општини је живело 4.825 становника.
| 1931. | 1936. | 1951. | 1961. | 1971. | 1981. | 1991. | 2001. | 2011. |
| ----- | ----- | ----- | ----- | ----- | ----- | ----- | ----- | ----- |
| 2.730 | 2.680 | 2.764 | 3.113 | 3.264 | 3.475 | 3.849 | 4.351 | 4.825 |